# بخش نیوری، شهرستان فری‌بورن، مینه‌سوتا
بخش نیوری (به انگلیسی: Newry Township) یک منطقهٔ مسکونی در ایالات متحده آمریکا است که در شهرستان فری‌بورن، مینه‌سوتا واقع شده‌است. بخش نیوری ۹۳٫۵ کیلومتر مربع مساحت و ۵۰۰ نفر جمعیت دارد و ۳۸۷ متر بالاتر از سطح دریا واقع شده‌است.